# Circuit de l'Indre
El Circuit de l'Indre es una antigua carrera ciclista organizada hasta 1982 que se disputaba en el departamento de Indre, en Francia.

## Palmarés
| Année | Vainqueur               | Deuxième            | Troisième         |
| 1960  | Joseph Groussard        | Seamus Elliott      | Gilbert Scodeller |
| 1974  | Charles Rouxel          | Alain Nogues        | Roland Berland    |
| 1975  | Régis Delépine          | Bernard Bourreau    | Richard Pianaro   |
| 1976  | Jean-Louis Danguillaume | Patrick Béon        | Bernard Bourreau  |
| 1977  | Sean Kelly              | Eddy Merckx         | Willy Teirlinck   |
| 1978  | Jacques Bossis          | Antoine Gutierrez   | Gérard Simonnot   |
| 1979  | Bernard Hinault         | Pascal Simon        | Daniel Gisiger    |
| 1980  | Régis Delépine          | Ferdi Van Den Haute | Sven-Ake Nilsson  |
| 1982  | Pierre Le Bigault       | Jean-Louis Gauthier | Éric Bonnet       |

## Palmarés por países
| País    | Victorias |
| ------- | --------- |
| Francia | 8         |
| Irlanda | 1         |